# دیمیترو کریسکو
دیمیترو کریسکو (اوکراینی: Дмитро Ігорович Криськів؛ زادهٔ ۶ اکتبر ۲۰۰۰) بازیکن فوتبال اهل اوکراین است.
وی همچنین در تیم‌های ملی فوتبال Ukraine national under-19 football team و زیر ۲۱ سال اوکراین بازی کرده‌است.